# Nicétas Périaux
Nicétas-Gaspar-Marie-Louis Périaux, né le 15 septembre 1801 à Rouen et mort le 21 septembre 1877 à Querqueville, est un libraire-éditeur français, principal collaborateur et successeur de son père Pierre.

## Biographie
Fils de l’imprimeur-mathématicien Pierre Périaux, Nicétas prit part, de bonne heure aux travaux de son père, dans la maison de la rue de la Vicomté au no 55. Lorsqu'en 1818-1819, un ouvrier parisien, du nom de Lacroix, vint faire connaître les procédés lithographiques dans les ateliers rouennais, ce fut Nicétas qui reçut les premières leçons de l’art nouveau et fit avec lui les premiers essais de transfert du trait sur la pierre. Il fut le meilleur élève de Lacroix et les premiers dessins nécessaires furent fournis par de célèbres artistes normands de l’époque, comme Henri Brévière, Hyacinthe Langlois, Charles Le Carpentier, Eustache Bérat, etc.
Ces tentatives ne purent donner des résultats parfaits dès le début, mais Périaux les suivit, pendant les deux années qui suivirent, assez assidument et assez intelligemment pour préparer les succès de l’avenir et avec une telle réputation que Perruche, un autre imprimeur qui devait aussi se faire connaître à Rouen, vint bientôt, dès 1831, demander à Périaux père de s’associer à son entreprise. L’association ne fut pas de longue durée et les Périaux rompirent avec Perruche l’année suivante. Les difficultés et les frais de l’installation devaient entraver l’esprit d’initiative et le désir de bien faire des Périaux et, en les quittant, Perruche alla s’installer de son côté pour faire de la lithographie plus en grand. De là vient qu’on a quelquefois dit, à tort, que Perruche avait été l’importateur de la nouvelle invention à Rouen. Or les premiers essais des Périaux remontent à 1819 tandis que Perruche n’est venu en Normandie qu’en 1831.
Le 1er janvier 1826, Nicétas, qui était jeune et actif, recueillit la succession de l’imprimerie fondée par son père. Son premier soin fut de remettre en l’état l’atelier lithographique et de constituer un personnel sérieux et capable d’en tirer un parti utile. Il fit venir de Paris un écrivain sur pierre et un ouvrier connaissant parfaitement la manipulation des pierres et de la presse lithographique. Déjà préparé par les leçons de l’ouvrier Lacroix et ayant continué, de 1819 à 1826, à pratiquer l’art de la lithographie et à se tenir au courant des perfectionnements obtenus, il était, avec les ressources dont il disposait, plus qu’aucun autre, à même de donner un développement complet à cette nouvelle branche de l’imprimerie. C’est aussi de ce moment-là que datèrent les progrès véritables de la lithographie à Rouen. Périaux fit ainsi prospérer pendant de longues années l’affaire familiale, et ce ne fut qu’en 1848 qu’il la céda à Péron, pour se retirer aux environs de Cherbourg, à Querqueville. D’un esprit cultivé et délié, d’une intelligence vive comme son père, Nicétas Périaux, à partir du jour de sa retraite industrielle et commerciale, ne cessa néanmoins pas de travailler. De nombreuses publications, sorties pour la plupart des presses rouennaises, qui témoignent de ses goûts archéologiques et aussi des souvenirs qu’il avait conservés de sa profession d’imprimeur, occupèrent ses loisirs.
En politique, comme son père avait été maire de Bois-Guillaume, Périaux était devenu maire de Querqueville (1834-1864). Lorsque ses administrés lui procuraient des contrariétés passagères, on le voyait descendre avec une petite pièce de vers fine et spirituelle où sa verve, exempte de méchanceté, se vengeait sans trop d’amertume de l’opposition rencontrée la veille. Il était en outre président du conseil d'arrondissement de Cherbourg.
L’Académie de Rouen, de son côté, l’avait admis depuis longtemps dans son sein, et il était titulaire des Palmes académiques.

## Distinctions
- Officier d'académie.

## Publications
- De la législation concernant la récolte du varech, M. Mouchet, Cherbourg, 1851, 10 p. ;
- Notice sur des coins en bronze trouvés à Cauville, Rouen, 1852 ;
- De la construction d'un troisième pont à Rouen, Rouen, E. Cagniard, 1869 ;
- Dictionnaire indicateur et historique des rues et places de Rouen : revue de ses monuments et de ses établissements publics (reprod. en fac-sim. de l'éd. A. Le Brument, 1870), Brionne, Impr. le Portulan, 1972 (réimpr. 1876), XXXI-693 p., 21 cm (OCLC 800255, lire en ligne) ;
- Histoire sommaire et chronologique de la ville de Rouen, ses monuments, etc., Rouen, Lanctin et Métérie, 1874 ; Brionne, Le Portulan, 1970 ;
- Le Mercure de Gaillon, 1643-1644, réimprimé avec introduction et notes, Rouen, E. Cagniard, 1876, publié sous les auspices et par les soins de la Société rouennaise de bibliophiles.